# Relações entre Chipre e Reino Unido
As relações entre Chipre e Reino Unido são as relações externas entre Chipre e Reino Unido. Chipre obteve sua independência do Reino Unido em 1961, após 83 anos de controle britânico. Os dois países agora desfrutam de relações calorosas, porém a contínua soberania britânica das Áreas das Bases Soberanas de Acrotíri e Deceleia continuou a dividir os cipriotas. Os dois países são membros da Commonwealth of Nations.

## História
Chipre ganhou sua independência do Reino Unido em 1961, após 83 anos de controle britânico. O Reino Unido também foi signatário de um tratado com a Grécia e a Turquia relativo à independência de Chipre, o Tratado de Garantia, que sustenta que a Grã-Bretanha é uma "potência garantidora" da independência da ilha.
Durante quatro anos após a independência cipriota, o governo britânico apoiou financeiramente a República de Chipre, ao abrigo da Troca de Notas de 1960 sobre a Assistência Financeira à República de Chipre. Entre outras coisas, essa troca de notas previa o pagamento de um total de 12 milhões de libras esterlinas "a título de compensação" (e não relacionadas com as bases), começando com £ 4 milhões em 1961 e diminuindo para £ 1,5 milhões em março de 1965, com provisão para o governo do Reino Unido de rever a situação a cada período subsequente de cinco anos, em consulta com o governo da República, e "determinar o montante da ajuda financeira a conceder". Após o conflitos intercomunitários cipriotas de 1963-1964, esta parou, alegando que não havia garantia de que ambas as comunidades se beneficiariam igualmente desse dinheiro.

## Relações modernas
Os dois países são membros da União Europeia e da Commonwealth of Nations. De acordo com uma estimativa de 2011 de Yiannis Papadakis, estima-se que existam cerca de 270.000 cipriotas gregos; ademais, um relatório de 2011 da Home Affairs Committe afirma que existem 300.000 cipriotas turcos  que vivem no Reino Unido. Há pelo menos 50.000 britânicos que residem em Chipre, com a maioria deles tendo sua propriedade no distrito de Paphos. As atuais relações entre Chipre e Reino Unido são consideradas excelentes, com elevados níveis de cooperação em matéria de energia, diplomacia e educação. Em 16 de janeiro de 2014, o presidente do Chipre, Nicos Anastasiades, e o primeiro-ministro britânico, David Cameron, reafirmaram os fortes laços de amizade e parceria entre Chipre e Reino Unido, durante uma reunião em 10 Downing Street.